# Regaliceratops
Regaliceratops é um gênero de dinossauros herbívoros ceratopsídeos que viveu durante o período Cretáceo, há cerca de 68 milhões de anos, no que é hoje o Canadá.

## Descoberta

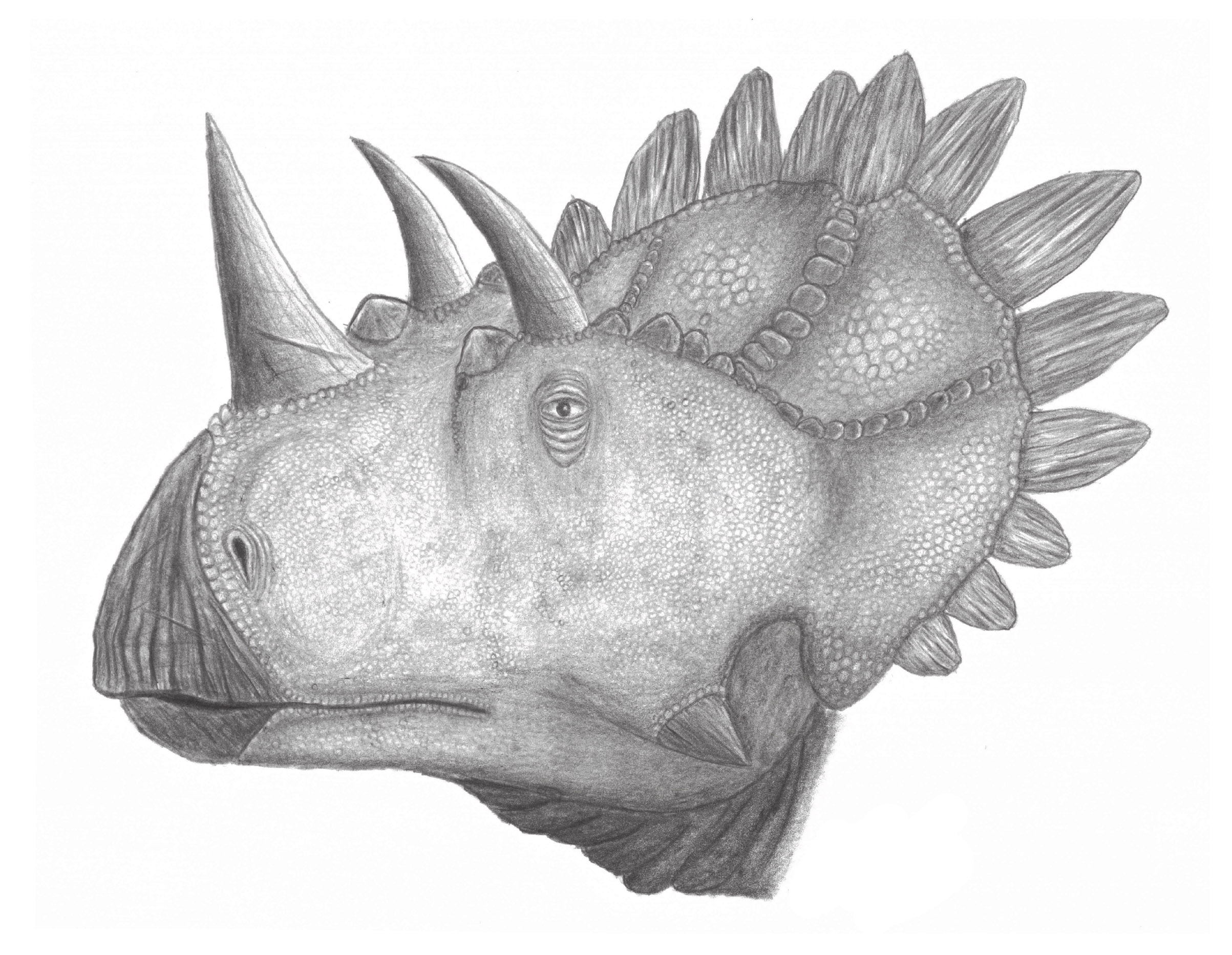
Restauro

Intimamente relacionado com o Triceratops, o Regaliceratops foi nomeado pelo "babado" de sua crista, que seus descritores pensaram parecer-se um pouco como uma coroa. Em 2005, o geólogo Pedro Corta descobriu um crânio no Rio Oldman, em Alberta. A amostra foi apelidada de "Hellboy" por seus chifres e a dificuldade de removê-lo da matriz.
Em 2015, Caleb Marshall Marrom e Donald Henderson nomearam e descreveram a espécie em questão como Regaliceratops peterhewsi. O nome genérico combina latina regalis, "real", uma referência tanto a coroa pescoço em forma de escudo e ao nome do "Royal Museum" de Alberta, onde o fóssil ficou guardado. Tem ainda o grego keras, "chifre, corno" e ops, "cara".

## Descrição
O Regaliceratops tinha cerca de cinco metros de comprimento, com um peso estimado de 1,5 toneladas.

## Classificação

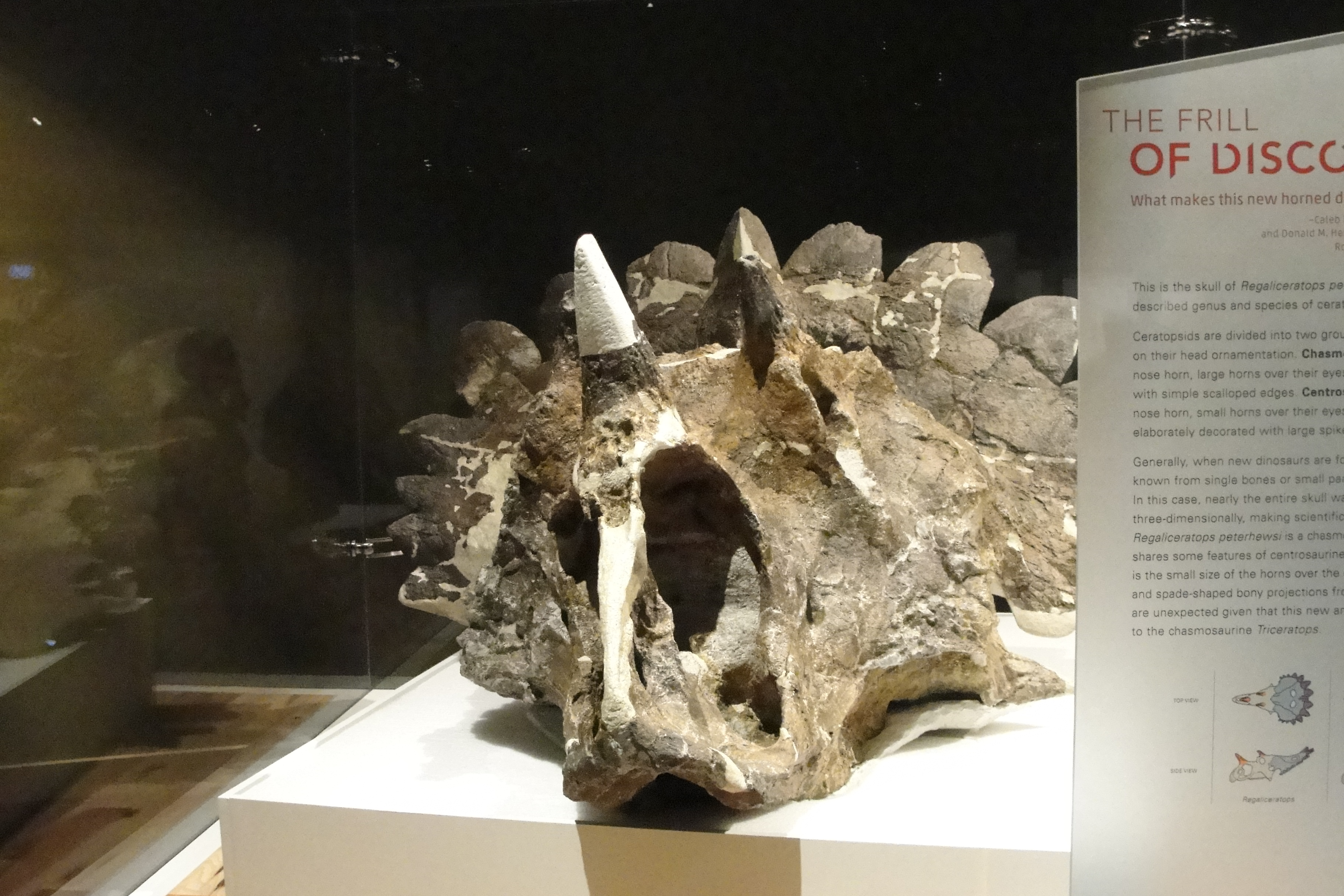
Crânio de Regaliceratops peterhewsi em exibição no Royal Tyrrell Museum, em Alberta, Canadá.

Regaliceratops foi resolvido como membro do Triceratopsini por Brown e Henderson (2015). No entanto, em 2016, um estudo de Mallon et al. não incluiu o Regaliceratops como membro da tribo.
O cladograma abaixo foi feito por Brown e Henderson em 2015.

|  | Torosaurus latus     |
|  |                      |
|  | Torosaurus utahensis |
|  |                      |

|  | Triceratops horridus |
|  |                      |
|  | Triceratops prorsus  |
|  |                      |

|  | Torosaurus latus     |
|  |                      |
|  | Torosaurus utahensis |
|  |                      |

|  | Triceratops horridus |
|  |                      |
|  | Triceratops prorsus  |
|  |                      |

|  | Torosaurus latus     |
|  |                      |
|  | Torosaurus utahensis |
|  |                      |

|  | Triceratops horridus |
|  |                      |
|  | Triceratops prorsus  |
|  |                      |

|  | Torosaurus latus     |
|  |                      |
|  | Torosaurus utahensis |
|  |                      |

|  | Triceratops horridus |
|  |                      |
|  | Triceratops prorsus  |
|  |                      |

|  | Torosaurus latus     |
|  |                      |
|  | Torosaurus utahensis |
|  |                      |

|  | Triceratops horridus |
|  |                      |
|  | Triceratops prorsus  |
|  |                      |

|  | Torosaurus latus     |
|  |                      |
|  | Torosaurus utahensis |
|  |                      |

|  | Triceratops horridus |
|  |                      |
|  | Triceratops prorsus  |
|  |                      |

|  | Torosaurus latus     |
|  |                      |
|  | Torosaurus utahensis |
|  |                      |

|  | Triceratops horridus |
|  |                      |
|  | Triceratops prorsus  |
|  |                      |

|  | Torosaurus latus     |
|  |                      |
|  | Torosaurus utahensis |
|  |                      |

|  | Triceratops horridus |
|  |                      |
|  | Triceratops prorsus  |
|  |                      |

|  | Torosaurus latus     |
|  |                      |
|  | Torosaurus utahensis |
|  |                      |

|  | Triceratops horridus |
|  |                      |
|  | Triceratops prorsus  |
|  |                      |

|  | Torosaurus latus     |
|  |                      |
|  | Torosaurus utahensis |
|  |                      |

|  | Triceratops horridus |
|  |                      |
|  | Triceratops prorsus  |
|  |                      |

|  | Torosaurus latus     |
|  |                      |
|  | Torosaurus utahensis |
|  |                      |

|  | Triceratops horridus |
|  |                      |
|  | Triceratops prorsus  |
|  |                      |

|  | Torosaurus latus     |
|  |                      |
|  | Torosaurus utahensis |
|  |                      |

|  | Triceratops horridus |
|  |                      |
|  | Triceratops prorsus  |
|  |                      |

|  | Torosaurus latus     |
|  |                      |
|  | Torosaurus utahensis |
|  |                      |

|  | Triceratops horridus |
|  |                      |
|  | Triceratops prorsus  |
|  |                      |

|  | Torosaurus latus     |
|  |                      |
|  | Torosaurus utahensis |
|  |                      |

|  | Triceratops horridus |
|  |                      |
|  | Triceratops prorsus  |
|  |                      |

|  | Torosaurus latus     |
|  |                      |
|  | Torosaurus utahensis |
|  |                      |

|  | Triceratops horridus |
|  |                      |
|  | Triceratops prorsus  |
|  |                      |

|  | Torosaurus latus     |
|  |                      |
|  | Torosaurus utahensis |
|  |                      |

|  | Triceratops horridus |
|  |                      |
|  | Triceratops prorsus  |
|  |                      |